# Ribeirão da Várzea
Ribeirão da Várzea é um povoado (aglomerado rural) do município brasileiro de Itapirapuã Paulista, no interior do estado de São Paulo.

## História

### Formação administrativa
- Distrito policial de Ribeirão da Várzea criado em 29/10/1928 no município de Apiaí[3].
- Pelo Decreto-Lei n° 14.334 de 30/11/1944 foi transferido para o município de Ribeira, passando a integrar o território do distrito de Itapirapuã[4].
- Pela Lei n° 7.664 de 30/12/1991 passou a integrar o novo município de Itapirapuã Paulista[5].

## Geografia

### Demografia

#### População urbana
| Crescimento população urbana | Crescimento população urbana | Crescimento população urbana | Crescimento população urbana |
| Censo                        | Pop.                         |                              | %±                           |
| ---------------------------- | ---------------------------- | ---------------------------- | ---------------------------- |
| 2010                         | 552                          |                              | —                            |
| Fonte: IBGE e Fundação SEADE |                              |                              |                              |

Até o Censo 2010 (IBGE) Ribeirão da Várzea era classificado pelo IBGE como aglomerado rural.

### Rodovias
O principal acesso ao povoado é a estrada vicinal Itapirapuã Paulista - Ribeirão da Várzea.

## Serviços públicos

### Saneamento
O serviço de abastecimento de água é feito pela Companhia de Saneamento Básico do Estado de São Paulo (SABESP).

### Energia
A responsável pelo abastecimento de energia elétrica é a Neoenergia Elektro, antiga CESP.

## Religião
O Cristianismo se faz presente no povoado da seguinte forma:

### Igreja Católica
- A igreja faz parte da Diocese de Itapeva[13].

### Igrejas Evangélicas
- Assembleia de Deus - O povoado possui congregação da Assembleia de Deus Ministério do Belém, vinculada ao Campo de Sorocaba[14][15].
- Congregação Cristã no Brasil[16].